# Georges Valiron
Georges Jean Marie Valiron (* 7. September 1884 in Lyon; † 17. März 1955 in Paris) war ein französischer Mathematiker, der sich mit Analysis, insbesondere Funktionentheorie, beschäftigte.

## Leben
Valiron legte 1908 sein Lehrerexamen ab (Agrégation) und unterrichtete am Gymnasium in Besançon. Er promovierte 1914 bei Émile Borel (Sur les fonctions entières d'ordre nul et d'ordre fini et en particulier sur les fonctions à correspondance régulière). Danach war er Lehrer (Professor) in Valence (Drôme). Ab 1922 war er an der Universität Straßburg und ab 1931 Professor für Analysis an der Faculté de Sciences (Universität) in Paris.
Sein Spezialgebiet war die Funktionentheorie, insbesondere die Theorie der ganzen und meromorphen Funktionen. In der Wertverteilungstheorie meromorpher Funktionen ist der Valirondefekt (engl. Valiron deficiency) nach ihm benannt, ebenso die von ihm und Anders Wiman begründete Wiman-Valiron-Theorie.
1932 hielt er einen Plenarvortrag auf dem Internationalen Mathematikerkongress in Zürich (Le théorème de Borel-Julia dans la théorie des fonctions méromorphes). Auch auf den Internationalen Mathematikerkongressen 1920 in Straßburg und 1928 in Bologna hielt er Vorträge.
Zu seinen Studenten zählt der Fields-Medaillist Laurent Schwartz.
1948 erhielt er den Prix Poncelet. 1938 war er Präsident der Société Mathématique de France.

## Schriften
- Lectures on the general theory of integral functions. 1923
- mit Paul Appell: Analyse mathématique. 2 Bände, 1938
- Fonctions analytiques. 1954
- Cours d’analyse mathématique. Masson 1942, 1945 (mit den beiden Bänden: Théorie des fonctions. 1942, Équations fonctionelles et applications. 1945, 2. Auflage 1950), Reprint bei Masson 1966 und bei der Edition Jacques Gabay 1989
- The geometric theory of ordinary differential equations. Brookline, Massachusetts, 1984 (englische Übersetzung seines Cours d Analyse)
- Classical differential geometry of curves and surfaces. Brookline, 1986